# Mark Dowling
Pour les articles homonymes, voir Dowling.
Mark Dowling (né le 18 juillet 1986 à Dublin) est un coureur cycliste irlandais.

## Biographie
Fin juillet 2019, il est présélectionné pour représenter son pays aux championnats d'Europe de cyclisme sur route.

## Palmarès
- 2011
  - 2e de la Shay Elliott Memorial Race
- 2012
  - 2e étape de la Rás Mumhan
  - Tour of Leinster Two Day :
    - Classement général
    - 3e étape
- 2013
  -  Champion d'Irlande de la montagne
- 2014
  - Classement général de la Rás Mumhan
  - 3e des Suir Valley Three Day
- 2015
  -  Champion d'Irlande du critérium
  - Des Hanlon Memorial
  - Classement général du Tour d'Ulster
  - Tralee Manor West GP
  - Noel Teggart Memorial
  - Beechmount Cup
  - Rás Cill Mocheallóg
  - Leinster Road Race Champs
  - 3e du Taiwan KOM Challenge
- 2016
  -  Champion d'Irlande du critérium
  -  Champion d'Irlande de la montagne
  - 4e étape de la Rás Mumhan
  - Stephen Roche GP
  - Moynalty GP
  - North Down GP
  - Rás Cill Mocheallóg
  - 3e du Tour d'Ulster
- 2017
  - Travers Engineering Annaclone GP
  - Visit Nenagh Classic
  - Suir Valley Three Day :
    - Classement général
    - 4e étape

  - 3e de la Shay Elliott Memorial Race
- 2018
  - Seamus Kennedy Memorial
- 2019
  -  Champion d'Irlande de la montagne
  - 1re épreuve des Mondello Series
  - 3e étape de la Rás Mumhan
  - 3e étape du Tour d'Ulster
  - Bobby Crilly Memorial
  - Stephen Roche GP
  - John Beggs Memorial
  - 3e de la Rás Mumhan
- 2020
  - Michael Shiels Road Race
- 2022
  - Collins Christle Memorial
  - 2e du Shay Elliott Memorial Race
- 2023
  - Peter Bidwell Memorial
  - 3e du Shay Elliott Memorial Race
- 2024
  - Shay Elliott Memorial Race

## Classements mondiaux
| Année           | 2015 | 2016 | 2017 | 2018 | 2019   |
| --------------- | ---- | ---- | ---- | ---- | ------ |
| UCI Europe Tour | 883e |      |      |      | 1 187e |